# پوشسا
شهر پوشسا (به روسی: Пешца) در کشور مونته‌نگرو واقع شده‌است. جمعیت این شهر ۱٬۷۲۱ نفر  است.